# Miskolci Attila Futball Club
El Miskolci Atléta Kör, més tard conegut com a Miskolci Attila Futball Club, fou un club de futbol hongarès de la ciutat de Miskolc.

## Història
Fundat l'any 1926, la temporada 1927-28 arribà a la final de la copa d'Hongria. El club debutà a la primera divisió la temporada 1931-32, acabant vuitè.
Evolució del nom:
- 1926: Miskolci Atléta Kör
- 1926-1936: Miskolci Attila Kör/Attila FC
- 1936: dissolt
- 1936-1939: Miskolci Attila FC
- 1939-1940: Miskolci LESOK